# Global Energy Prize
Der Global Energy Prize ist eine internationale Auszeichnung, die herausragende wissenschaftliche Innovationen und Lösungen auf den Gebieten der Energietechnik und der Energiewirtschaft und die damit verbundenen ökologischen Herausforderungen würdigt. Seit seiner Gründung im Jahr 2002 hat sich der Global Energy Prize zu einem weltweit anerkannten Energiepreis entwickelt. Laut des IREG Observatoriums für akademisches Ranking und Exzellenz ist der Global Energy Prize einer der TOP-99 internationalen akademischen Preise.
Es ist die einzige Auszeichnung aus Russland, die in die IREG-Liste aufgenommen wurde. Darüber hinaus ist der Global Energy Prize in die offizielle Liste des International Congress of Distinguished Awards (ICDA) aufgenommen worden. In der ICDA Prestigebewertung ist der Global Energy Prize Teil der Kategorie "Mega Awards" auf Grund seiner lobenswerten Ziele, vorbildlichen Praktiken und der Höhe des Preisgeldes. Drei führende russische Energieunternehmen unterstützen und finanzieren den Preis: PAO Gazprom, FGC UES und OJSC Surgutneftegas.
Der Global Energy Prize wird in Russland jährlich vom Präsidenten der Russischen Föderation oder einer Person in seinem Namen verliehen. Jeder Preisträger erhält unter anderem eine Gedenkmedaille und einen Geldpreis. Im Jahr 2018 belief sich der Preisfonds auf 39 Millionen RUB (rund 530.000 Euro). Der Vergabeprozess wird vom Global Energy Prize International Award Committee überwacht, das aus 20 Wissenschaftlern aus 14 Ländern besteht. Den Vorsitz führt Rae Kwon Chung, ein renommierter Experte, dessen Arbeit als Hauptautor und Mitglied des Intergovernmental Panel on Climate Change (IPCC) bei der Verleihung des Friedensnobelpreises 2007 anerkannt wurde. Seit 2019 wird der Global Energy Prize in drei Nominierungen vergeben. Die Zuteilung bestimmter Nominierungen ermöglicht es, fortgeschrittene Entwicklungen und Richtungen der wissenschaftlichen Forschung in allen wichtigen Energiebereichen zu definieren.
Der Global Energy Prize wird von der Global Energy Association verwaltet.

## Die Global Energy Association
Die Global Energy Association zur Entwicklung internationaler Forschung und Projekte im Energiebereich ist eine gemeinnützige Organisation, die gegründet wurde, um Forschung und Innovation im Energiebereich zu unterstützen und die Zusammenarbeit im Energiebereich zu fördern. Die Association zielt auf eine Weiterentwicklung des Global Energy Prize und die Stärkung seiner Rolle und Bedeutung ab, einschließlich der Förderung anderer Aktivitäten unter Berücksichtigung der Bedürfnisse des Staates, der Gesellschaft und der Mitglieder der Association. Die Mission der Global Energy Association ist es, die Zukunft der Energie zu gestalten, indem technologische Entwicklungen unterstützt werden und die internationale Energiezusammenarbeit zum Wohle der gesamten Menschheit gefördert wird.
Hauptaktivitäten der Global Energy Association:
- Management des Global Energy Prize;
- Organisation des Global Energy Jugendprogramms;
- Förderung des Energiedialogs durch die Global Energy Diskussionsplattform: Eine Veranstaltungsreihe, die es zum Ziel hat, die Herausforderungen im Energiebereich durch Analyse, Vorausschau und Diskussion anzugehen, einschließlich der Organisation des Global Energy Prize Summits, der Veranstaltung von Podiumsdiskussionen/Roundtables bei wichtigen internationalen und russischen Branchenveranstaltungen, sowie eigener Seminare sowie der Vorträge der Preisträger des Global Energy Prize und der Experten des Verbandes;
- Verleihung (seit 2020) der Ehrendiplome an die russischen Spitzenforscher im Energiebereich; zum ersten Empfänger solches Diploms ist Wiktor Maslow aus der Wirtschaftshochschule Moskau geworden[6].

### Mitglieder der Global Energy Association
Die Global Energy Association ist seit 2002 mit Unterstützung der PAO "Gazprom", "FGC UES", OJSC "Surgutneftegas" tätig.
- PAO “Gazprom” ist ein globales Energieunternehmen, das sich auf die geologische Erkundung, Produktion, Transport, Speicherung, Verarbeitung und Vermarktung von Gas (auch als Fahrzeugkraftstoff), Gaskondensat und Öl sowie die Erzeugung und Verteilung von Strom und Wärme konzentriert.
- FGC UES ist ein natürliches Monopol in Fragen der Erbringung von Dienstleistungen im Zusammenhang mit der Übertragung von elektrischer Energie und ist für die zuverlässige Stromversorgung der Verbraucher in der Russischen Föderation verantwortlich.
- OJSC «Surgutneftegas» ist eine der größten vertikal integrierten Ölgesellschaften in Russland, welche die Unternehmen für Forschung und Entwicklung, Exploration, Bohrungen, Produktionseinheiten, Öl- und Gasverarbeitung und Marketing vereint.

### Das Kuratorium der Global Energy Association
Das Kuratorium der Global Energy Association ist für die allgemeine Leitung des Nominierungsverfahrens und die Vergabe des Preises gemäß der Satzung des Preises zuständig. Die Mitglieder des Kuratoriums dürfen nicht am Nominierungsverfahren teilnehmen, sind jedoch berechtigt, die vorgelegten Arbeiten und die Empfehlungen für die Listen der Nominierten zu überprüfen und zu analysieren.

## Der Global Energy Prize
Der Global Energy Prize zeichnet jährlich herausragende wissenschaftliche Entwicklungen auf dem Gebiet der Energie aus, welche zur Lösung der akutesten und schwierigsten Energieprobleme beitragen. Der Preis wurde 2002 ins Leben gerufen und 17 Jahre in Folge an die weltweit führenden Wissenschaftler verliehen, deren Entdeckungen und technologische Innovationen den globalen Herausforderungen im Energiebereich gerecht werden.

### Nominierungen des Preises
1) Nominierung "Traditionelle Energie"
- Elektrische Energietechnik
- Erkundung, Gewinnung, Transport und Verarbeitung von Brennstoff- und Energieressourcen
- Wärmeenergietechnik
- Nuklearenergietechnik

2) Nominierung "Nicht-traditionelle Energie"
- Erneuerbare Energiequellen
- Bioenergie
- Brennstoffzellen und Energiegewinnung aus Wasserstoff

3) Nominierung "Neue Wege der Energieanwendung"
- Neue Materialien für die Energietechnik
- Energieeffizienz
- Effiziente Energiespeicherung
- Energietransport

Nominierungsvorschläge für die Kategorie "Management im Energiesektor" werden in jeder der drei genannten Nominierungen angenommen.

### Geschichte
Die Geschichte des Global Energy Prize begann im Oktober 2002, als der Präsident der Russischen Föderation Wladimir Putin die Einrichtung des Preises während des EU-Russland Gipfels bekannt gab. Die Global Energy Foundation wurde gegründet, um den Global Energy Prize durch drei große russische Energieunternehmen zu organisieren: PAO Gazprom, FGC UES (ehemals JSC Unified Energy Systems of Russia) und Yukos. Im Jahr 2005 schloss sich das Öl- und Gasunternehmen OJSC Surgutneftegas der Gruppe der Förderunternehmen an. Danach wurde die Stiftung in Global Energy Non-Profit Partnership umbenannt und der Name der Organisation in Global Energy Association zur Entwicklung internationaler Forschung und Projekte im Energiebereich geändert.
Die erste Verleihung des Global Energy Prize fand im Juni 2003 im Konstantinowski-Palast in Strelna (Bezirk St. Petersburg, Russland) in Anwesenheit von Präsident Wladimir Putin statt. Der Preis wurde an drei Wissenschaftler verliehen: Nick Holonyak (USA), Lehrstuhlinhaber für Elektrotechnik, Computertechnik und Physik an der University of Illinois, für seinen Beitrag zur Entwicklung der Leistungssilizium-Elektronik und zur Erfindung der ersten halbleitenden lichtemittierenden Dioden, Ian Douglas Smith (USA), Chefmanager und Senior Researcher in der Titan Pulse Sciences Division, für seine Grundlagenforschung und Entwicklung auf dem Gebiet der starken Pulsenergie und den russischen Wissenschaftler Gennady Mesyats, damals Vorsitzender der staatlichen Kommission für akademische Abschlüsse und Titel der Russischen Föderation, für seine Grundlagenforschung und -entwicklung auf dem Gebiet der starken Pulsenergie.

### Preisträger
Quelle:
- 2025
  - Jinliang He (VR China) – Professor für Hochvolt-Ingenieurwesen
  - Yu Huang (USA) – Für ihre Arbeiten zur Verbesserung von Brennstoffzellen
  - Vladislav Khomich (Russland) – Für Grundlagenforschung auf den Gebieten der Plasmatechnologie und gepulsten Energie
- 2024[9]
  - Minggao Ouyang (VR China) – Für seine Beiträge im Felde von H-fuel-cells und Lithium-Ionen-Akkumulatoren.
  - Zi-Qiang Zhu (Vereinigtes Königreich) – Für seine Arbeiten an umweltschonenden Elektrofahrzeugen.
  - Héctor D. Abruña (USA) – Für seine Forschungen zur alternativen Energiewirtschaft und Antriebstechnik.
- 2023
  - Zhong Lin Wang (VR China) – Für die Erfindung triboelektrischer Nanomotoren.
  - Ruzhu Wang (VR China) – Für seine Beiträge zur Sorptionskühlung.
- 2022
  - Viktor Orlov (Russland) – Für seine Arbeiten zu Neutronenreaktoren.
  - Mercouri Kanatzidis (USA) – Für seine Beiträge zu neuen Photovoltaikzellen.
  - Kaushik Rajashekara (USA) – Für seine Beiträge zur Elektrifizierung des Transports.
- 2021
  - Zinfer Ismagilov (Russland) – Für seine Beiträge zur Kohlenstoffchemie und zur heterogenen Katalyse.
  - Suleyman Allakhverdiev (Russland) – Für sein Design eines Systems zur künstlichen Photosynthese und für seine Arbeiten zu Bioenergie und Wasserstoff.
  - Yi Cui (USA) – Für seine Beiträge zum Design von Nanomaterialien.
- 2020
  - Carlo Rubbia (Italien) – Für die Förderung der Nachhaltigkeit des Energieverbrauchs im Bereich Atommüll und Erdgaspyrolyse.
  - Peidong Yang (USA) – Für die bahnbrechende Erfindung von Solarzellen basierend auf Nanopartikeln und künstlicher Photosynthese.
  - Nikolaos Hatziargyriou (Griechenland) – Für seinen Beitrag zur Stabilität des Stromnetzes durch Pionierarbeit bei intelligenten und Mikronetzsystemen mithilfe künstlicher Intelligenz.
- 2019
  - Khalil Amine (USA) – Für seine Beiträge zur Entwicklung effizienter Speichersysteme für elektrische Energie.
  - Frede Blaabjerg (Dänemark) – Für herausragende Beiträge zur Entwicklung von Energiemanagementsystemen zur Integration erneuerbarer Energien.
- 2018
  - Sergej Alekseenko (Russland) – Für Forschung und Entwicklung auf dem Gebiet der thermischen Energietechnik und Wärmeübertragungssysteme, die das Ressourcenpotenzial der Menschheit verbessern.
  - Martin Green (Australien) – Für Forschungs-, Entwicklungs- und Bildungsaktivitäten im Bereich der Photovoltaik, die den Wirkungsgrad und die Kosten der Solar-Photovoltaik revolutioniert haben, was sie zur derzeit kostengünstigsten Option für die Massenstromversorgung macht.
- 2017
  - Michael Grätzel (Schweiz) – Für Verdienste bei der Entwicklung kostengünstiger und effizienter Solarzellen, bekannt als "Grätzel-Zellen", die auf die Schaffung kostengünstiger, großtechnischer Lösungen für die Stromerzeugung abzielen.
- 2016
  - Valentin Parmon (Russland) – Für eine bahnbrechende Entwicklung neuer Katalysatoren im Bereich der Erdölraffination und im Bereich der erneuerbaren Energieträger als Hauptbeitrag zur Energie der Zukunft.
- 2015
  - Shuji Nakamura (USA) – Für die Erfindung, Vermarktung und Entwicklung einer energieeffizienten weißen LED-Lichttechnologie.
  - B. Jayant Baliga (USA) – Für die Erfindung, Entwicklung und Vermarktung des Bipolartransistors mit isoliertem Gate, der eine der wichtigsten Innovationen zur Steuerung und Verteilung von Energie ist.
- 2014
  - Lars Gunnar Larsson (Schweden) – Ausgezeichnet für einen herausragenden Beitrag zur Verbesserung der nuklearen Sicherheit und zur Stilllegung kerntechnischer Anlagen.
  - Ashot Sarkisov (Russland) – Verliehen für einen herausragenden Beitrag zur Verbesserung der nuklearen Sicherheit und zur Stilllegung kerntechnischer Anlagen.
- 2013
  - Akira Yoshino (Japan) – Ausgezeichnet für die Erfindung der wiederaufladbaren Lithium-Ionen-Akkumulator, einem wesentlichen Element für mobile elektronische Geräte und verschiedene Arten von Elektrofahrzeugen, einschließlich Hybridfahrzeugen. Akira Yoshino wird auch das Konzept, die Entwicklung und die Vermarktung von Akkusystemen auf der Grundlage seiner Erfindung zugeschrieben.
  - Vladimir Fortov (Russland) – Ausgezeichnet für die Erforschung thermodynamischer, thermophysikalischer, elektrophysikalischer, Festigkeits-, optischer, struktureller und elektronischer Eigenschaften von Flüssigkeiten und Baustoffen im bisher unerforschten Feld des Phasendiagramms. Dazu gehören extreme Materiezustände, die als Grundlage für die Weiterentwicklung des Energiesektors dienen.
- 2012
  - Valery Kostuk (Russland) – Ausgezeichnet für Forschung und Entwicklung auf dem Gebiet hocheffizienter Flüssigtreibstoffraketenmotoren mit kryogenem Treibstoff zum Zwecke der Energieerzeugung im All.
  - Boris Katorgin (Russland) – Ausgezeichnet für Forschung und Entwicklung auf dem Gebiet hocheffizienter Flüssigtreibstoffraketenmotoren mit kryogenem Kraftstoff zur Energieerzeugung im All.
  - Rodney John Allam (Vereinigtes Königreich) – Ausgezeichnet für die Entwicklung neuer Verfahren und Anlagen zur Herstellung von Gasen und kryogenen Flüssigkeiten sowie für die Entwicklung und Implementierung von Technologien zur Stromerzeugung in Kraftwerken.
- 2011
  - Philipp Rutberg (Russland) – Ausgezeichnet für Grundlagenforschung und Entwicklung von Energieplasmatechnologien.
  - Arthur Rosenfeld (USA) – Ausgezeichnet für seine Pionierarbeit auf dem Gebiet der Energieeffizienz.
- 2010
  - Borys Paton (Ukraine) – Ausgezeichnet für seinen Beitrag zur Lösung wissenschaftlicher und technischer Probleme im Zusammenhang mit dem Transport von Energieressourcen durch Pipelines.
  - Alexander Leontiev (Russland) – Ausgezeichnet für Grundlagenforschung auf dem Gebiet der Intensivierung der Wärmeübertragung in Kraftwerken.
- 2009
  - Brian Spalding (Vereinigtes Königreich) – Ausgezeichnet für zahlreiche originelle Konzepte von Wärme- und Massenübertragungsprozessen, die die Grundlage für praktische Berechnungen in der Strömungsmechanik und der rechnerischen Strömungsmechanik bilden.
  - Alexey Kontorovich (Russland) – Verliehen für Forschungsarbeiten zur Einführung neuer Methoden zur Erkundung, Prospektion und Erschließung von kohlenwasserstoffhaltigen Lagerstätten.
  - Nikolai Laverov (Russland) – Ausgezeichnet für Grundlagenforschung und groß angelegte Umsetzung neuer Methoden zur Erkundung und Förderung von Öl-, Gas- und Uranvorkommen.
- 2008
  - Eduard Volkov (Russland) – Ausgezeichnet für die Entwicklung und Implementierung von Technologien zur Herstellung von synthetischem Öl.
  - Clement Bowman (Kanada) and Oleg Favorsky (Russland) – Verliehen für die theoretische Begründung, Entwicklung und Implementierung effizienter Technologien zur Herstellung von synthetischem Kraftstoff aus bituminösem Schiefer und Ölsand.
- 2007
  - Thorsteinn Ingi Sigfusson (Island) – Ausgezeichnet für Forschung und Entwicklung bei der Einführung von Wasserstoff als Kraftstoff für Fahrzeuge.
  - Geoffrey Hewitt (Vereinigtes Königreich) – Ausgezeichnet für die Entwicklung der Idee der Brennstofferzeugung auf Basis von Wasserkraft.
  - Vladimir Nakoryakov (Russland) – Verliehen für das Projekt "Physikalisch-technische Grundlagen der Energietechnik – Hydrodynamik und Wärmeaustausch, Nicht-stationäre- und Wellenprozesse in Multiphase Medien".
- 2006
  - Evgeny Velikhov (Russland), Masaji Yoshikawa (Japan) and Robert Aymar (Frankreich) – Ausgezeichnet für die Entwicklung der wissenschaftlichen und technischen Grundlage für den Bau des internationalen thermonuklearen Versuchsreaktors (ITER-Projekt).
- 2005
  - Zhores Alferov (Russland) – Ausgezeichnet für seinen Beitrag zur Herstellung von Halbleiterenergiewandlern für den Einsatz in der Solar- und Elektroindustrie.
  - Klaus Riedle (Deutschland) – Ausgezeichnet für die Entwicklung und Herstellung von Hochtemperatur-Gasturbinen für Dampf- und Gaskraftwerke.
- 2004
  - Fyodor Mitenkov (Russland) – Ausgezeichnet für die Entwicklung von schnellen Neutronenreaktoren.
  - Leonard J. Koch (USA) and Alexander Sheindlin (Russland) – Ausgezeichnet für Grundlagenforschung zu den thermophysikalischen Eigenschaften von Substanzen bei extrem hohen Temperaturen.
- 2003
  - Nick Holonyak (USA) – Ausgezeichnet für seinen Beitrag zur Entwicklung der Leistungssilizium-Elektronik und der Erfindung der ersten halbleitenden lichtemittierenden Dioden im sichtbaren Teil des Spektrums.
  - Gennady Mesyats (Russland) and Ian Douglas Smith (USA) – Ausgezeichnet für Grundlagenforschung und Entwicklung auf dem Gebiet der Pulsenergietechnik.

### Das Global Energy Prize International Award Committee
Das International Award Committee ist für die Auswahl der Preisträger des Global Energy Prize verantwortlich. Dieses Komitee, das von der Generalversammlung der Global Energy Association für eine Amtszeit von vier Jahren ausgewählt wird, setzt sich aus Vertretern der renommiertesten wissenschaftlichen und akademischen Organisationen (wie Massachusetts Institute of Technology Energy Initiative, Russische Akademie der Wissenschaften, IHS Cambridge Energy Research Associates, International Energy Forum, Internationale Organisation für erneuerbare Energien, CERN) sowie Regierungsvertretern und öffentlichen Personen aus Russland und anderen Ländern zusammen. Der Ausschuss wird von dem Vorsitzenden geleitet. Prof. Emeritus Rae Kwon Chung, Berater des Vorsitzenden und Mitglied des vom UN-Generalsekretär eingesetzten High-level Experts and Leaders Panel (HELP) für Wasser und Katastrophen, ist der gewählte Vorsitzende des Ausschusses. Der Ausschuss besteht aus 20 Mitgliedern aus 14 Ländern.
| Adnan Z. Amin                     | Vereinigte Arabische Emirate | Generaldirektor Emeritus der Internationalen Organisation für erneuerbare Energien (IRENA) |
| Rodney John Allam                 | Vereinigtes Königreich       | Der Preisträger des Global Energy Prize 2012. Partner von 8 Rivers Capital, LLC. Mitglied des Intergovernmental Panel on Climate Change (IPCC), 2007 mit dem Friedensnobelpreis ausgezeichnet. |
| Marta Szigeti Bonifert            | Ungarn                       | Vorstandsmitglied Ungarisches Unternehmerforum (HBLF), Beraterin von AGGROINOVA, Universität Turin, Wissenschaftlicher Ausschuss |
| Frederick Bordry                  | Schweiz                      | Europäischer Organisation für Kernforschung (CERN), Direktor für Beschleuniger und Technologie |
| William II Young Byun             | Singapur                     | Geschäftsführer bei Asia Renewables, Leiter von Greenpower Fuels und Leiter beim Conchubar Infrastructure Fund. |
| Rae Kwon Chung                    | Südkorea                     | Vorsitzender des Kuratoriums für den Global Energy Prize International Award. Berater des Vorsitzenden beim Hochrangigen Experten- und Führungsgremium (HELP) des UN-Generalsekretärs für Wasser und Katastrophen, Mitglied des Intergovernmental Panel on Climate Change (IPCC), 2007 mit dem Friedensnobelpreis ausgezeichnet.                                                                                             |
| Dominique Fache                   | Frankreich                   | Member of the Board of Directors of Technopark Sofia-Antipolis, Chairman of the Board of Directors of RTF, Member of the Board of Directors of KEGOC (Kazakhstan Electricity Grid Operating Company), An independent director Mitglied des Verwaltungsrats des Technoparks Sofia-Antipolis, Vorsitzender des Verwaltungsrats der RTF, Mitglied des Verwaltungsrats der KEGOC (Kazakhstan Electricity Grid Operating Company) |
| David Faiman                      | Israel                       | Direktor des Ben-Gurion National Solar Energy Center, Professor Emeritus der Ben-Gurion-Universität im Negev |
| Steven Griffith                   | Vereinigte Arabische Emirate | Senior Vice President für Forschung und Entwicklung, Khalifa University of Science and Technology (KUST) |
| Alexei Emiljewitsch Kontorowitsch | Russland                     | Der Preisträger des Global Energy Prize 2009, Trofimuk Institute of Petroleum Geology and Geophysics, Zweigstelle Siberien der Russischen Akademie der Wissenschaften (IPGG SB RAS), Forschungsleiter, Akademiker der Russischen Akademie der Wissenschaften |
| Nikolay Kudryavtsev               | Russland                     | Rektor am Moskauer Institut für Physik und Technologie |
| Xiao Liye                         | China                        | Direktor des Labors für angewandte Supraleitung, CAS Direktor des Interdisziplinären Forschungszentrums Institut für Elektrotechnik, CAS |
| Dietrich Moeller                  | Deutschland                  | Vizepräsident von Siemens Russland |
| Yury Petrenya                     | Russland                     | Generaldirektor der PJSC Power Machines. Doktor der Physikalischen und Mathematischen Wissenschaften, Professor, korrespondierendes Mitglied der Russischen Akademie der Wissenschaften |
| Francesco Profumo                 | Italien                      | Präsident der Compagnia di San Paolo |
| Nikolay Rogalev                   | Russia                       | Rektor am Moskauer Institut für Energietechnik |
| Xiansheng Sun                     | China                        | Secretary General of the International Energy Forum Generalsekretär des International Energy Forum |
| Nobuo Tanaka                      | Japan                        | Vorsitzender der Sasakawa Friedensstiftung |
| Thomas Albert Blees               | USA                          | Präsident des Wissenschaftsrates für globale Initiativen (SCGI) |
| Nikolay Voropay                   | Russland                     | Wissenschaftlicher Berater des Melentiev Energy Systems Institute, Korrespondierendes Mitglied der Russischen Akademie der Wissenschaften |

### Nominierungsprozess
Der Nominierungsprozess des Global Energy Prize ist von der Nominierung der Kandidaten bis zur Vergabe der Preisträger äußerst offen und transparent. Daher gilt der Global Energy Prize als eine der angesehensten Auszeichnungen der Welt im Bereich der Energie. So würdigte der International Congress of Distinguished Awards (ICDA) den Global Energy Prize als Mega-Award für seinen transparenten Nominierungsprozess, unabhängige Expertise und seine unparteiische Jury. Eine Selbstnominierung für den Preis ist nicht möglich. Das Recht, Kandidaten für den Preis zu nominieren, wird international bekannten und angesehenen Wissenschaftlern eingeräumt.
Die folgenden Wissenschaftler dürfen Personen für den Global Energy Prize nominieren:
- Preisträger des Global Energy Prize, Nobelpreisträger, Gewinner der Preise von Kyoto, Max-Planck, Wolf, Balzan und Zayed, Energy Globe, Goldman Environment, UNEP und Sasakawa Prize;
- Mitglieder der Russischen Akademie der Wissenschaften und der ausländischen Akademien der Wissenschaften;
- Mitglieder der nationalen (regionalen) Preisunterstützungskomitees, die nicht dem International Award Committee angehören;
- Wissenschaftler und/oder Organisationen durch ihre Vertreter, die von der Global Energy Association außerordentlich eingeladen wurden um Teil des Nominierungsprozesses zu sein.

### Die Preisverleihung des Global Energy Prize
Der Global Energy Prize wird den Preisträgern im Rahmen einer offiziellen Preisverleihung in Russland verliehen. Im Jahr 2018 fand die Verleihung im Rahmen des Internationalen Forums der russischen Energiewoche statt. Die Preisträger werden für ihren Beitrag zur globalen Energieforschung im Rahmen einer Zeremonie geehrt, an der russische Regierungsvertreter, führende Wissenschaftler, Direktoren nationaler und internationaler wissenschaftlicher und öffentlicher Organisationen, Mitglieder des Kuratoriums, das Global Energy Prize International Award Committee und Mitglieder der Global Energy Association teilnehmen.

### Prämie
Preisträger des Global Energy Prize erhalten eine aus Gold gefertigte Statuette. Die Statuette konzeptualisiert wissenschaftliche Beiträge zum Thema Energie: Das Bild auf der Vorderseite der Medaille ist das eines aufsteigenden Sterns, der die Entdeckung symbolisiert, während auf der Rückseite ein bereits aufgehender Stern zu sehen ist, welcher den anerkannten Beitrag des Preisträgers zur globalen Energieforschung darstellt. Alle Preisträger des Global Energy Prize erhalten ein Diplom, das deren Beitrag zum Thema Energie würdigt und eine Ehrennadel, die ihre wissenschaftliche Leistung widerspiegelt. Ebenso erhalten die Preisträger des Global Energy Prize einen Geldpreis. Der gesamte Preisfonds von 39 Millionen RUB (rund 530.000 Euro im Jahr 2019) verteilt sich zu gleichen Teilen auf die Preisträger.

## Der Global Energy Prize Summit
The Global Energy Prize Summit has been held on an annual basis since 2012 for discussion of the most urgent energy issues, working out precise mechanisms and ways of their solution and their communication to the public and the world leading energy organizations. For these aims, it unites the Global Energy Prize laureates of various years, the Global Energy Prize International Award Committee members as well as renowned energy experts, business and politics leaders. Main participants of the Summit are experts from 12 countries: France, Germany, Hungary, Iceland, Italy, Japan, Russia, Singapore, South Korea, the UK, the UAE, the USA. Der Global Energy Prize Summit findet seit 2012 jährlich statt, um die dringendsten Energiefragen zu diskutieren, genaue Mechanismen und Wege zu ihrer Lösung auszuarbeiten und die Öffentlichkeit und weltweit führenden Energieorganisationen zu informieren. Zu diesem Zweck kommen beim Summit die Preisträger des Global Energy Prize, die Mitglieder des Global Energy Prize International Award Committee sowie renommierte Energieexperten, Wirtschafts- und Politikvertreter zusammen. Die Hauptteilnehmer des Gipfels sind Experten aus 12 Ländern: Frankreich, Deutschland, Ungarn, Island, Italien, Japan, Russland, Singapur, Südkorea, das Vereinigte Königreich, die Vereinigten Arabischen Emirate und die USA.

### Geschichte des Summits
Der erste Global Energy Prize Summit fand zum zehnjährigen Jubiläum des Global Energy Prize in Moskau statt. Thema der Diskussion waren globale Energie-Trends des 21. Jahrhunderts.
2013 fand der Gipfel in Brüssel, im Europäischen Parlament statt. Das Diskussionsthema lautete "Die Perspektiven der EU-Russischen Zusammenarbeit bei Energiesicherheit und Klimawandel".
2014 wurde der Global Energy Prize Summit in Singapur gehalten, einem der innovativsten Staaten des asiatisch-pazifischen Raums. Die Teilnehmer diskutierten Energieeffizienz und nachhaltige Entwicklung. Darüber hinaus wurden die Perspektiven für erneuerbare Energien, die russische Erfahrung bei der Verringerung der Energieintensität der Produktion und Kalte Kernfusion diskutiert.
2015 fand der Gipfel in Italien, an einer der renommiertesten Technologieuniversitäten der Welt – der Polytechnischen Universität Mailand – statt. Das Thema der Veranstaltung waren die visionärsten Innovationen des 21. Jahrhunderts im Energiebereich. Der Bericht über die zukünftigen Energieträger wurde auf der Grundlage der Ergebnisse des Gipfels erstellt.
2016 kehrte der Gipfel in sein Geburtsland, nach Moskau, zurück und wurde zur zentralen Veranstaltung des 5. Internationalen Forums für Energieeffizienz und Energieentwicklung ENES 2016. Die Preisträger des Global Energy Prize und die Mitglieder des Global Energy Prize International Award Committee diskutierten das wesentliche Thema: "Stresszenario der Weltenergieentwicklung. Vorhersage der Zukunft der Branche".
2017 fand der Gipfel nach sechs Jahren, zum ersten Mal in einem neuen Format statt und wurde in zwei Ländern abgehalten. Thema des Gipfels war: "Ökonomie, Ökologie und Energiesynthesebildung als Gesundheitsfaktor der Erde". Das Konzept der drei E’S (aus dem Englischen: Economy, Ecology, Energy) ist eine moderne Reflexion der Nachhaltigkeitstheorie, es stellt eine Verbindung zwischen Wirtschaftswachstum, Ökologie und Energiesicherheit her. Der erste Tag des Global Energy Summit mit dem Titel "New Energy Sources" fand am 18. September 2017 in Lyon, Frankreich, in der Euronews-Zentrale statt. Die Veranstaltung wurde auf der Website von Euronews live übertragen, so dass Menschen in 166 Ländern der Welt zuschauen konnten. Dies war das erste Mal in der Geschichte von Euronews, dass der Sender seine Türen für ein solches Ereignis öffnete und dieses ausstrahlte. Der zweite Tag des Gipfels trug den Titel "Die Kohlenwasserstoff-Epoche – Chancen für die Entwicklung neuer Technologien" und fand am 4. Oktober 2017 in Moskau unter der Schirmherrschaft des Internationalen Forums für Energieeffizienz und Energieentwicklung, der Russischen Energiewoche statt. Die Veranstaltung wurde von Russia Today live übertragen.
2018 wurde der 12. Global Energy Prize Summit in Turin (Italien) im Energiezentrum-Politecnico di Torino veranstaltet. Weltweit führende Wissenschaftler, Politiker und Branchenexperten aus 8 Ländern diskutierten die dringendsten Energie- und Klimaherausforderungen. Das Thema des Gipfels 2018 war: "Modellierung und Simulation des Energie-Mixes in der digitalen Zukunftswelt".

## Das Global Energy Youth Program

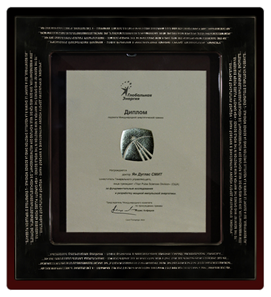
Diplom

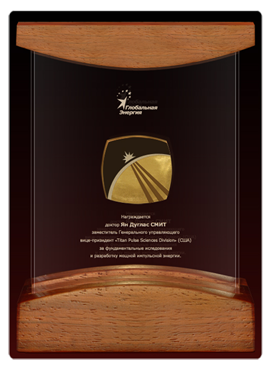
Statuette

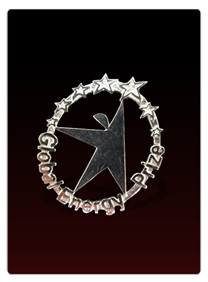
Ehrennadel

Die Global Energy Association trägt dazu bei, die Energie der Zukunft zu gestalten, indem sie Wissenschaftler ermutigt, fortschrittliche wissenschaftliche und technologische Innovationen zu entwickeln. Seit mehr als 15 Jahren veranstaltet die Global Energy Association in Russland Wettbewerbe für junge Forscher und Innovatoren. 2004 führte die Global Energy Association mit rund 1.120 Teilnehmern und 73 Gewinnern Wettbewerbe für junge Forscher durch. Die Gewinner haben insgesamt 1,1 Millionen Euro an Stipendien und persönlichen Auszeichnungen erhalten. Bewerbungen werden in zwei Kategorien akzeptiert: "Ideen" und "Startups". Basierend auf diesen Erfahrungen wurde 2019 das Global Energy Youth Program gegründet um eine jüngere Generation von Energietechnikern aus der ganzen Welt zu unterstützen.
1. Ideen
Internationale Projekte und Studien im Energiesektor werden in drei Bereichen bewertet: "Traditionelle Energie", "Nicht-traditionelle Energie" und "Neue Wege der Energieanwendung". Die Gewinner werden in jedem dieser drei Bereiche ermittelt: einer pro Bereich. Jeder Gewinner erhält einen Zuschuss in Höhe von 1 Million Rubel (ca. 13.500 €) für die Fortsetzung seiner Forschung im Rahmen des angekündigten Projekts für den Zeitraum von einem Kalenderjahr.
2. Start-ups
Bewertet werden internationale Projekte, die in den letzten 5 Jahren erfolgreich im Produktionsprozess umgesetzt wurden. In dieser Kategorie erhält ein Gewinner einen persönlichen Preis von 1 Million Rubel (ca. 13.500 €).

### Veröffentlichungen über die Global Energy Association
- EcoGeneration Australia, US and Russian scientists awarded Global Energy Prize, Juni 2011 (englisch)
- EnergyAsia, President Medvedev awards Global Energy Prize 2011, Juni 2011 (englisch)
- PRNewswire, Global Energy Prize Summit Aims at Revolutionising Energy Thinking, Oktober 2012 (englisch)